# NBA 1965/66
Die NBA-Saison 1965/66 war die 20. Saison der National Basketball Association (NBA). Sie begann am Freitag, den 15. Oktober 1965, und endete regulär nach 360 Spielen am Dienstag, den 22. März 1966. Die Postseason begann am Mittwoch, den 23. März, und endete am Donnerstag, den 28. April, mit 4—3 Finalsiegen der Boston Celtics über die Los Angeles Lakers.

## Saisonnotizen
- Im letzten Dienstjahr Red Auerbachs strauchelten die Celtics erstmals. Sie waren erstmals nicht punktbeste Mannschaft der regulären Saison und lagen in der Serie der Eastern-Division-Halbfinalen gegen die Cincinnati Royals zurück. Nach einem Comeback konnten sie aber die 76ers, die wegen eines Freiloses in der ersten Runde ein wenig steif agierten, die Krone der Eastern Division entreißen. 76ers- und Syracuse Nationals-Ikone und Coach of the Year 1965/66 Dolph Schayes musste daraufhin die Trainerbank räumen und machte Platz für Alex Hannum.[1]
- Erster Draft-Pick in der NBA-Draft 1965 wurde Wildcat Fred Hetzel vom Davidson College für die San Francisco Warriors. Die Detroit Pistons, die Los Angeles Lakers und die New York Knickerbockers machten von ihren Territorial picks Gebrauch und wählten Wolverine Bill Buntin von der University of Michigan, Bruin Gail Goodrich von der University of California, Los Angeles und Tiger Bill Bradley von der Princeton University aus.[2]
- Das 16. All-Star-Game fand am Dienstag, den 11. Januar 1966, vor 13.653 Zuschauern in den Cincinnati Gardens von Cincinnati, Ohio statt. Red Auerbachs Eastern All-Stars besiegten Fred Schaus’ Western All-Stars mit 137—94. All-Star Game MVP wurde Adrian Smith von den Cincinnati Royals.[3]
- Red Kerr stand zwischen dem 31. Oktober 1954 und dem 4. November 1965 in 844 aufeinanderfolgenden Spielen für die Syracuse Nationals und die Baltimore Bullets auf dem Spielfeld. Längere Serien stellten bislang nur A. C. Green und Randy Smith auf (Stand: 2020).

## Abschlusstabellen
Pl. = Rang,  = Für die Playoffs qualifiziert, Sp = Anzahl der Spiele, S—N = Siege—Niederlagen, % = Siegquote (Siege geteilt durch Anzahl der bestrittenen Spiele), GB = Rückstand auf den Führenden der Division in der Summe von Sieg- und Niederlagendifferenz geteilt durch zwei, Heim = Heimbilanz, Ausw. = Auswärtsbilanz, Neutr. = Bilanz auf neutralem Boden, Div. = Bilanz gegen die Divisionsgegner

### Eastern Division
| Pl. | Mannschaft              | Sp | S—N   | %    | GB | Heim  | Ausw. | Neutr. | Div.  |
| --- | ----------------------- | -- | ----- | ---- | -- | ----- | ----- | ------ | ----- |
| 1.  | Philadelphia 76ers      | 80 | 55—25 | .688 | —  | 22—30 | 20—17 | 13—50  | 20—10 |
| 2.  | Boston Celtics          | 80 | 54—26 | .675 | 1  | 26—50 | 19—18 | 09—30  | 19—11 |
| 3.  | Cincinnati Royals       | 80 | 45—35 | .563 | 10 | 25—60 | 11—23 | 09—60  | 16—14 |
| 4.  | New York Knickerbockers | 80 | 30—50 | .375 | 25 | 20—14 | 04—30 | 06—60  | 05—25 |

### Western Division
| Pl. | Mannschaft               | Sp | S—N   | %    | GB | Heim  | Ausw. | Neutr. | Div.  |
| --- | ------------------------ | -- | ----- | ---- | -- | ----- | ----- | ------ | ----- |
| 1.  | Los Angeles Lakers       | 80 | 45—35 | .563 | —  | 28—11 | 13—21 | 04—30  | 29—11 |
| 2.  | Baltimore Bullets        | 80 | 38—42 | .475 | 7  | 29—90 | 04—25 | 05—80  | 20—20 |
| 3.  | St. Louis Hawks          | 80 | 36—44 | .450 | 9  | 22—10 | 06—22 | 08—12  | 19—21 |
| 4.  | 0San Francisco Warriors0 | 80 | 35—45 | .438 | 10 | 12—14 | 08—19 | 15—12  | 21—19 |
| 5.  | 0Detroit Pistons0        | 80 | 22—58 | .275 | 23 | 13—17 | 04—22 | 05—19  | 11—29 |

## Ehrungen
- Most Valuable Player 1965/66: Wilt Chamberlain, Philadelphia 76ers
- Rookie of the Year 1965/66: Rick Barry, San Francisco Warriors
- Coach of the Year 1965/66: Dolph Schayes, Philadelphia 76ers
- All-Star Game MVP 1966: Adrian Smith, Cincinnati Royals

| - All-NBA First Team: - Rick Barry, San Francisco Warriors - Jerry Lucas, Cincinnati Royals - Wilt Chamberlain, Philadelphia 76ers - Oscar Robertson, Cincinnati Royals - Jerry West, Los Angeles Lakers            | - All-NBA Second Team: - John Havlicek, Boston Celtics - Gus Johnson, Baltimore Bullets - Bill Russell, Boston Celtics - Sam Jones, Boston Celtics - Hal Greer, Philadelphia 76ers |
| - All-Rookie Team: - Rick Barry, San Francisco Warriors - Billy Cunningham, Philadelphia 76ers - Tom van Arsdale, New York Knickerbockers - Dick van Arsdale, Detroit Pistons - Fred Hetzel, San Francisco Warriors | |

## Führende Spieler in Einzelwertungen
| Kategorie       | Spieler          | Mannschaft         | Wert   |
| --------------- | ---------------- | ------------------ | ------ |
| Punkte          | Wilt Chamberlain | Philadelphia 76ers | 2649   |
| Wurfquote †     | Wilt Chamberlain | Philadelphia 76ers | 54,0 % |
| Freiwurfquote ‡ | Larry Siegfried  | Boston Celtics     | 88,1 % |
| Assists         | Oscar Robertson  | Cincinnati Royals  | 847    |
| Rebounds        | Wilt Chamberlain | Philadelphia 76ers | 1943   |

† 210 Körbe nötig. Chamberlain nahm 1990 Schüsse und traf 1074 mal.

‡ 210 Freiwürfe nötig. Siegfried traf 274 von 311.

- Wilt Chamberlain stand mit 3737 Minuten in 79 Spielen am längsten auf dem Spielfeld.
- Mit 344 beging Zelmo Beaty von den St. Louis Hawks die meisten Fouls. Satch Sanders von den Boston Celtics war mit 19 mal am häufigsten fouled out.
- Bis zur Saison 1968/69 wurden den Statistiken in den Kategorien „Punkte“, „Assists“ und „Rebounds“ die insgesamt erzielten Leistungen zu Grunde gelegt und nicht die Quote pro Spiel.[4]
- Wilt Chamberlain von den Philadelphia 76ers hatte mit 2649 Punkten in 79 Spielen auch den besten Punkteschnitt der Saison mit 33,5 Punkten pro Spiel. Chamberlain führte die Liga zum siebten und letzten Mal in Folge in Punkten an. Lediglich Michael Jordan führte mit zehnmal die Liga häufiger in Punkten an. Dasselbe lässt sich über die Feldtore sagen, nur dass Jordan hier ebenso wie Chamberlain siebenmal in Folge die meisten Körbe machte.
- Larry Siegfried verwandelte die sechsundzwanzigstmeisten Freiwürfe. Jerry West hatte mit 860 Verwandlungen eine Freiwurfquote von 86,0 %.
- Oscar Robertson gewährte 11,1 Assists pro Spiel. Guy Rodgers von den San Francisco Warriors lag mit 846 bei 10,7 Assists pro Spiel auf dem zweiten Platz.
- Insgesamt kamen sechs Spieler auf eine vierstellige Zahl an Rebounds. Wilt Chamberlains 1943 Abpraller bedeuteten eine Quote von 24,6 Rebounds pro Spiel. Bill Russell und Jerry Lucas kamen mit 1779 und 1668 auf die beiden weiteren Quoten von über 20 Rebounds pro Spiel (22,8 und 21,1 RpS).

## Playoffs-Baum
|  | Division-Halbfinals | Division-Halbfinals | Division-Halbfinals |  |  | Division-Finals | Division-Finals    | Division-Finals |  |    | NBA-Finals         | NBA-Finals     | NBA-Finals |
|  |                     |                     |                     |  |  |                 |                    |                 |  |    |                    |                |            |
|  | Western Division    | Western Division    | Western Division    |  |  | W1              | Los Angeles Lakers | 4               |  |    |                    |                |            |
|  | W2                  | Baltimore Bullets   | 0                   |  |  | W3              | St. Louis Hawks    | 3               |  |    |                    |                |            |
|  | W3                  | St. Louis Hawks     | 3                   |  |  |                 |                    |                 |  | W1 | Los Angeles Lakers | 3              |            |
|  |                     |                     |                     |  |  |                 |                    |                 |  |    | E2                 | Boston Celtics | 4          |
|  | Eastern Division    | Eastern Division    | Eastern Division    |  |  | E2              | Boston Celtics     | 4               |  |    |                    |                |            |
|  | E2                  | Boston Celtics      | 3                   |  |  | E1              | Philadelphia 76ers | 1               |  |    |                    |                |            |
|  | E3                  | Cincinnati Royals   | 2                   |  |  |                 |                    |                 |  |    |                    |                |            |

## Playoffs-Ergebnisse
Die Playoffs begannen am 23. März und wurden in der ersten Runde nach dem Modus „Best of Five“ ausgetragen, die Division-Finals und die NBA-Finals nach dem Modus „Best of Seven“. Die Divisionssieger hatten ein Freilos in der ersten Runde.
Bill Russell von den Boston Celtics gewährte 85 Assists und errang 428 Rebounds. Jerry West von den Los Angeles Lakers erzielte 479 Punkte in der Postseason.
Nie gab es in einer Drei-Spiele-Serie eine niedrigere Freiwurfquote als die 61,1 % der Baltimore Bullets in den Western Division-Halbfinals (Stand: 2020).

### Eastern Division-Halbfinals
Boston Celtics 3, Cincinnati Royals 2

Mittwoch, 23. März: Boston 103 – 107 Cincinnati

Sonnabend, 26. März: Cincinnati 125 – 132 Boston

Sonntag, 27. März: Boston 107 – 113 Cincinnati

Mittwoch, 30. März: Cincinnati 103 – 120 Boston

Donnerstag, 1. April: Boston 112 – 103 Cincinnati

### Western Division-Halbfinals
St. Louis Hawks 3, Baltimore Bullets 0

Donnerstag, 24. März: Baltimore 111 – 113 St. Louis

Sonntag, 27. März: Baltimore 100 – 105 St. Louis

Mittwoch, 30. März: St. Louis 121 – 112 Baltimore

### Eastern Division-Finals
Boston Celtics 4, Philadelphia 76ers 1

Sonntag, 3. April: Philadelphia 96 – 115 Boston

Mittwoch, 6. April: Boston 114 – 93 Philadelphia

Donnerstag, 7. April: Philadelphia 111 – 105 Boston

Sonntag, 10. April: Boston 114 – 108 Philadelphia (n. V.)

Dienstag, 12. April: Philadelphia 112 – 120 Boston

### Western Division-Finals
Los Angeles Lakers 4, St. Louis Hawks 3

Freitag, 1. April: Los Angeles 129 – 106 St. Louis

Sonntag, 3. April: Los Angeles 125 – 116 St. Louis

Mittwoch, 6. April: St. Louis 120 – 113 Los Angeles

Sonnabend, 9. April: St. Louis 95 – 107 Los Angeles

Sonntag, 10. April: Los Angeles 100 – 112 St. Louis

Mittwoch, 13. April: St. Louis 131 – 127 Los Angeles

Freitag, 15. April: Los Angeles 130 – 121 St. Louis

## NBA-Finals

### Boston Celtics vs. Los Angeles Lakers
Mit 827 Punkten sahen die Finals von 1966 die meisten Punkte einer Sieben-Spiele-Finalserie. Darüber hinaus kam Boston in der Serie auf eine Team-Freiwurfquote von 82,7 %. Am 26. April erzielten je vier Spieler beider Mannschaften über 20 Punkte.
Die Finalergebnisse:

Sonntag, 17. April: Boston 129 – 133 Los Angeles (n. V.)

Dienstag, 19. April: Boston 129 – 109 Los Angeles

Mittwoch, 20. April: Los Angeles 106 – 120 Boston

Freitag, 22. April: Los Angeles 117 – 122 Boston

Sonntag, 24. April: Boston 117 – 121 Los Angeles

Dienstag, 26. April: Los Angeles 123 – 115 Boston

Donnerstag, 28. April: Boston 95 – 93 Los Angeles
Die Boston Celtics werden mit 4–3 Siegen zum neunten Mal und zum achten Mal in Folge NBA-Meister. In keiner der anderen großen Sportligen wie National Football League, Major League Baseball und National Hockey League wurde die Meisterschaft bislang mehr als viermal verteidigt.

## Die Meistermannschaft der Boston Celtics
| Ron Bonham, Mel Counts, John Havlicek, Sihugo Green, K. C. Jones, Sam Jones, Willie Naulls, Don Nelson, Bill Russell, Tom Sanders, Woody Sauldsberry, Larry Siegfried, John Thompson, Ron Watts Head Coach Red Auerbach |